# Comenius-Gymnasium Deggendorf
Das Comenius-Gymnasium Deggendorf ist ein staatliches Gymnasium in Deggendorf. Zur Schule gehört ein Internat. Seinen heutigen Namen trägt es seit 1971 nach dem Philosophen, Theologen und Pädagogen Johann Amos Comenius. Das Gymnasium befindet sich in unmittelbarer Nachbarschaft der staatlichen Fachoberschule und Berufsoberschule Deggendorf.

## Geschichte

### Vor 1965
Gegründet im September 1900 als vierstufige Realschule, konnte die Schule 1903 als sechsstufige Realschule im ehemaligen Knabenschulhaus geführt werden. Der Neubau des Schulgebäudes und des Internats nach Plänen von Johann Baptist Schott wurde 1913 an seinem heutigen Standort bezogen. Durch umfangreiche Um- und Ausbauten erhielt das Gebäude seine heutige Gestalt.

### Ab 1965
1965 wurde die bisherige Oberrealschule in „Gymnasium Deggendorf“ umbenannt. 1971 erhielt es den Namen „Comenius-Gymnasium Deggendorf“, nachdem ein Jahr zuvor der Landkreis in Deggendorf ein weiteres Gymnasium, das Robert-Koch-Gymnasium, eröffnete.
Seit 2005 befindet sich auf dem Gelände eine Stahlskulptur des Nittendorfer Bildhauers Heinrich Glas.
Von 2015 bis 2017 wurde für 5 Millionen Euro ein Erweiterungsbau mit neun Klassenzimmern mit 406 m² errichtet. Von 2017 bis 2025 erfolgte die Sanierung des Altbaus für knapp 21 Millionen Euro.

## Schulprofil

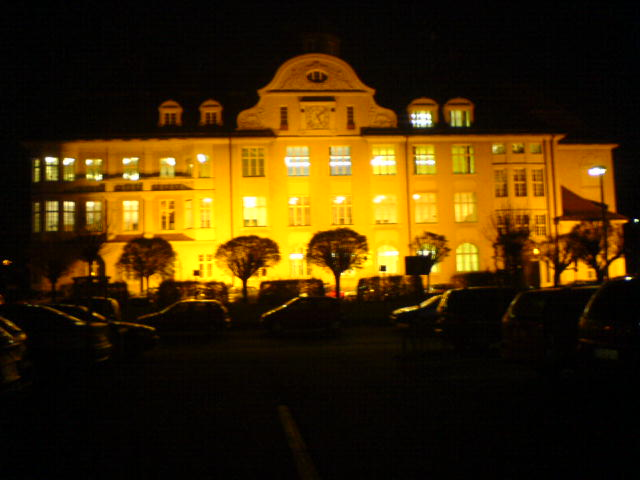
Das Comenius Gymnasium bei Nacht

Das Comenius-Gymnasium ist ein staatliches Gymnasium mit Internat für Jungen und Mädchen. Seit September 2009 gibt es eine Förderklasse für besonders begabte Schüler.
Das Gymnasium bietet zwei Ausbildungswege an: Im Sprachlichen Gymnasium wird mit der Sprachenfolge Englisch, Latein, Französisch unterrichtet; im Naturwissenschaftlich-technologischen Gymnasium wird Physik und Chemie ab der 8. Jahrgangsstufe vertieft. Ab der 10. Jahrgangsstufe kann die 2. Fremdsprache abgelegt und durch Italienisch oder Spanisch ersetzt werden.
Im Bereich Wahl- und Wahlpflichtstunden werden Leichtathletik (als Stützpunktschule), „Streicherklasse“, Chöre und Orchester, Combo, Big Band, Puppenspiel, Theatergruppen, Schulsanitätsdienst und Tutorenprogramme angeboten.
Zudem wird in der Oberstufe angeboten, die W- und P-Seminare sowie einen Teil des Englischunterrichts durch ein spezielles Programm namens wissenschaftlich-technische Oberstufe in Kooperation mit der Technischen Hochschule Deggendorf zu ersetzen. Dabei werden die Schüler durch die Hochschule bei ihrer Arbeit unterstützt. Diese beinhaltet einen praktischen und einen schriftlichen Teil ähnlich den W- und P-Seminaren.
Als Modellschule für „Lernreich 2.0“ wird die Nutzung digitaler Methoden intensiviert.
Das Comenius-Gymnasium ist Seminarschule und bildet Lehrkräfte in den Fächern Deutsch, Englisch, Geschichte, Biologie, Chemie und Sport/männlich aus.
Austauschprogramme für Schüler werden mit folgenden Schulen durchgeführt:
- Frankreich: Lycée Auguste Chavalier – Domfront / Normandie und Lycée Henri Matisse – Cugnaux / Toulouse
- Italien: Instituto Cavanis / Collegioa Canova – Possagno
- China: Chunhui Middle School – Shangyu

Von 1994 bis 2016 fand ein Schüleraustausch mit der Standley Lake Highschool, Westminster (Colorado), USA statt.

## Ehemalige Schüler
- Rudolf Ismayr (1908–1998), Olympiasieger 1932
- Peter Kellnberger (1921–1982), Wehrmachtsdeserteur, Lehrer, Autor, Künstler
- Henri Brunner (* 1935), Professor für Anorganische Chemie
- Herbert Achternbusch (1938–2022), Schriftsteller, Filmregisseur und Maler
- Hans D. Jarass (* 1945), Professor der Rechtswissenschaften
- Gilbert Gornig (* 1950), Professor der Rechtswissenschaften
- Bernd Eichinger (1949–2011), Filmproduzent, Regisseur und Autor
- Lorenz Jarass (* 1951), Professor der Wirtschaftswissenschaften
- Lydia Hauenschild (* 1957), Schriftstellerin
- Kim Strübind (* 1957), Professor für Altes Testament und Hebräisch
- Kathrin Passig (* 1970), Schriftstellerin
- Bernd Sibler (* 1971), Landrat, ehem. Mitglied des Landtags, ehem. bayerischer Minister für Minister für Unterricht und Kultus und ehem. bayerischer Minister für Wissenschaft und Kunst
- Martin A. Seidl (* 1975), Musiktherapeut, Musiker und Komponist
- Christian Moser (* 1977), Oberbürgermeister der Stadt Deggendorf
- Georg von Schnurbein (* 1977), Professor der Wirtschaftswissenschaften
- Franziska Wanninger (* 1982), Kabarettistin, Autorin, Schauspielerin und Podcasterin
- Christiane Kaufmann (* 1983), Künstlerin

## Bekannte Lehrer
- Ingomar Senz (* 1936), Heimatforscher
- Heinz-Peter Meidinger (* 1954), Präsident des Deutschen Lehrerverbandes
- Markus Pannermayr (* 1971), Oberbürgermeister der Stadt Straubing
- Wolfgang Karl-Heinz Neugebauer (1928–2020) Künstler